# Уилкокс, Фрэнк
Фрэнк Уи́лкокс (англ. Frank Wilcox; 17 марта 1907 или 13 марта 1907, Де-Сото, Миссури — 3 марта 1974, Гранада-Хиллз, Калифорния) — американский характерный актёр кино и телевидения. За свою карьеру длиной 34 года снялся в почти полутора сотнях фильмов и во множестве эпизодов почти двухсот сериалов. Амплуа — адвокаты, судьи, военные (роли второго плана или эпизодические).

## Биография
Фрэнк Реппи Уилкокс родился 13 марта 1907 года в городке Де-Сото (штат Миссури), но вырос в городке Атчинсон (штат Канзас). Отец — железнодорожный рабочий (согласно некоторым источникам — врач), мать — клерк в адвокатской конторе. Юноша окончил в Атчинсоне колледж Бенедиктин и Канзасский университет в Лоренсе. В 1930 году Уилкокс переехал в Калифорнию к бабушке и дедушке, чтобы работать на лимонных плантациях в пригороде Помоны. Однако это занятие его не увлекло, и он открыл в Помоне шиномонтаж, а позднее стал сооснователем театральной компании. Работал в «Театре Пасадины» (Пасадина), где был замечен «охотником за талантами» киностудии Warner Bros. и приглашён им в Голливуд. Там он познакомился с известным актёром Джорджем Ривзом, и они стали лучшими друзьями: Уилкокс был «лучшим мужчиной» (свидетелем) на свадьбе Ривза; они вместе снялись в одиннадцати картинах.
Во время Второй мировой войны Уилкокс, продолжая много сниматься, служил в армии, где получил пять «звёзд за службу». В 1960-х годах носил формальный титул «почётный мэр Гранада-Хиллз» (район Лос-Анджелеса) и «почётный начальник пожарной охраны Лос-Анджелеса». Состоял в совете директоров Гильдии киноактёров США. Указом мэра Лос-Анджелеса Сэма Йорти 11 января 1964 года было объявлено в городе «Днём Фрэнка Уилкокса».
Впервые на экране Уилкокс появился в 1936 году в эпизодической роли в ленте «Почтовый инспектор», но фактически его кино-карьера началась с 1939 года. С 1951 года регулярно появлялся на телеэкранах. Много снимался почти до конца жизни.
Последние годы жизни был совладельцем бара-ресторана The Oak Room в Энсино (Лос-Анджелес). Фрэнк Уилкокс скончался 3 марта 1974 года, не дожив полутора недель до своего 67-го дня рождения, в районе Гранада-Хиллз (Лос-Анджелес, Калифорния) от инфаркта миокарда. Похоронен на кладбище «Сан-Фернандо-Мишн».

## Бродвейский театр
- 1933 — Хижина дяди Тома / Uncle Tom's Cabin — Джордж Фиск
- 1936—1938 — С собой не унесёшь[англ.] / You Can't Take It with You — Пол Сикамор

## Избранная фильмография
За 34 года кино-карьеры (1939—1973) Фрэнк Уилкокс снялся в 334 фильмах и сериалах (но из пяти фильмов сцены с его участием при окончательном монтаже были вырезаны), 14 фильмов с его участием были короткометражными. Во многих случаях актёра в титрах не указывали.

### Широкий экран (указан в титрах)
- 1940 — Борющийся 69-й[англ.] / The Fighting 69th — лейтенант Норман
- 1940 — Вирджиния-Сити / Virginia City — солдат
- 1940 — Пока мы не встретимся снова[англ.] / 'Til We Meet Again — Фрэнк, помощник казначея
- 1940 — Убийство в воздухе[англ.] / Murder in the Air — гостиничный клерк
- 1940 — Дорога на Санта-Фе / Santa Fe Trail — Джеймс Лонгстрит
- 1941 — Выстрел в темноте[англ.] / A Shot in the Dark — офицер ВМС
- 1941 — Поезда проезжают ночью[англ.] / The Wagons Roll at Night — Текс
- 1941 — Почтительнейше ваш / Affectionately Yours — Том
- 1941 — Танки идут[англ.] / The Tanks Are Coming — полковник (к/м)
- 1941 — Они умерли на своих постах / They Died with Their Boots On — капитан Уэбб
- 1942 — Капитаны облаков[англ.] / Captains of the Clouds — лейтенант ВВС Вуд
- 1942 — Леди-гангстер[англ.] / Lady Gangster — Кеннет Филлипс
- 1942 — Убийство в Большом Доме[англ.] / Murder in the Big House — Рэндэлл
- 1942 — Через океан / Across the Pacific — капитан Моррисон
- 1943 — Северная звезда / The North Star — командор Петров
- 1944 — Самозванец[англ.] / The Impostor — прокурор
- 1946 — Ночной редактор / Night Editor — Дуглас Лоринг
- 1946 — Маска дьявола[англ.] / The Devil's Mask — профессор Артур Логан
- 1947 — Начало конца[англ.] / The Beginning or the End — доктор У. Х. Зинн
- 1947 — Непобеждённый / Unconquered — Ричард Генри Ли
- 1947 — Касс Тимберлейн[англ.] / Cass Timberlane — Грегг Марл
- 1948 — Чудо колокольчиков[англ.] / The Miracle of the Bells — доктор Дженнингс
- 1949 — Глиняный голубь[англ.] / The Clay Pigeon — доктор в военно-морском госпитале
- 1949 — Самсон и Далила / Samson and Delilah — Лорд Экрона
- 1952 — Величайшее шоу мира / The Greatest Show on Earth — цирковой доктор
- 1952 — Буревестники[англ.] / Thunderbirds — дядюшка Дэвид «Дейв» Гарретт
- 1952 — Руби Джентри[англ.] / Ruby Gentry — Клайд Прэтт
- 1953 — Рыжеволосые из Сиэтла[англ.] / Those Redheads from Seattle — Вэнс Эдмондс
- 1956 — Никогда не говори «прощай»[англ.] / Never Say Goodbye — доктор Бэрнс
- 1956 — Первая путешествующая женщина-коммивояжёр[англ.] / The First Traveling Saleslady — маршал Дункан
- 1956 — Десять заповедей / The Ten Commandments — Вазир
- 1956 — 7-й кавалерийский[англ.] / 7th Cavalry — майор Рино
- 1956 — Потанцуй со мной, Генри[англ.] / Dance with Me, Henry — отец Маллэхи
- 1957 — Начало конца / Beginning of the End — генерал Джон Т. Шорт
- 1959 — Давай, Джонни, давай! / Go, Johnny, Go! — Гарольд Арнольд
- 1961 — Величие одного[англ.] / A Majority of One — Ноа Патнем
- 1971 — Утка на миллион долларов[англ.] / The Million Dollar Duck — менеджер в банке

### Широкий экран (в титрах не указан)
- 1939 — Судьба солдата в Америке / The Roaring Twenties — таксист у Гранд-Сентрал
- 1940 — Вызвать Фило Ванса[англ.] / Calling Philo Vance — репортёр
- 1940 — Тедди, крутой ездок[англ.] / Teddy, the Rough Rider — секретарь Теодора Рузвельта (к/м)
- 1940 — Морской ястреб / The Sea Hawk — Мартин Барретт
- 1940 — Они ехали ночью / They Drive by Night — репортёр
- 1940 — Завоевать город[англ.] / City for Conquest — гость на вечеринке
- 1941 — Шаги в темноте / Footsteps in the Dark — агент ФБР Хэрроу
- 1941 — Сержант Йорк / Sergeant York — сержант
- 1941 — Плохие парни из Миссури[англ.] / Bad Men of Missouri — священник на похоронах
- 1941 — Улыбающийся призрак[англ.] / The Smiling Ghost — Алан Уинтерс на фото
- 1942 — Летающая крепость[англ.] / Flying Fortress — судья на слушаниях
- 1943 — Край тьмы / Edge of Darkness — Дженсен
- 1944 — Салливаны[англ.] / The Fighting Sullivans — офицер
- 1944 — Четыре девушки в джипе[англ.] / Four Jills in a Jeep — офицер
- 1944 — Следуя за парнями[англ.] / Follow the Boys — капитан Уильямс
- 1944 — История доктора Уоссела[англ.] / The Story of Dr. Wassell — помощник капитана-эвакуатора
- 1944 — Приключения Марка Твена[англ.] / The Adventures of Mark Twain — судья Джон Маршалл Клеменс
- 1944 — Тем временем, дорогая[англ.] / In the Meantime, Darling — капитан Макэндрюс
- 1945 — Конфликт / Conflict — Роберт Фрестон
- 1946 — Безоговорочно[англ.] / Without Reservations — Джек
- 1946 — Дурная слава / Notorious — агент ФБР
- 1946 — Плащ и кинжал / Cloak and Dagger — американский офицер
- 1947 — Чёрная полоса / Dark Passage — камео
- 1947 — Рассчитаемся после смерти / Dead Reckoning — гостиничный клерк
- 1947 — Высокая Барбари[англ.] / High Barbaree — второй пилот
- 1947 — Джентльменское соглашение / Gentleman's Agreement — Гарри
- 1947 — Дела её мужа[англ.] / Her Husband's Affairs — полотёр
- 1947 — Из прошлого / Out of the Past — шериф Эд Дуглас
- 1947 — Всегда вместе[англ.] / Always Together — адвокат Донна Мастерса
- 1947 — Голос черепахи[англ.] / The Voice of the Turtle — Стэнли Блейк
- 1948 — История Бейба Рута[англ.] / The Babe Ruth Story — хирург, отказывающийся лечить собаку
- 1948 — Давайте поживём немного[англ.] / Let's Live a Little — продавец в косметическом магазине Мишель Беннетт
- 1949 — К югу от Сент-Луиса[англ.] / South of St. Louis — капитан
- 1949 — Дом незнакомцев / House of Strangers — неизвестная второстепенная роль
- 1949 — Источник / The Fountainhead — Гордон Прескотт
- 1949 — Вся королевская рать / All the King's Men — мужчина, занимающийся связями с общественностью
- 1949 — Ист-Сайд, Вест-Сайд[англ.] / East Side, West Side — Фрэнк Белмар
- 1949 — Малайя / Malaya — офицер ВМС при бизнесменах
- 1950 — Ключ от города[англ.] / Key to the City — советник
- 1950 — Нэнси едет в Рио[англ.] / Nancy Goes to Rio — Кеннет Бертен
- 1950 — Энни получает ваше оружие[англ.] / Annie Get Your Gun — мистер Клэй
- 1950 — Распрощайся с завтрашним днём / Kiss Tomorrow Goodbye — доктор
- 1950 — Девушка из Fuller Brush[англ.] / The Fuller Brush Girl — Робертс
- 1950 — Банда в цепях[англ.] / Chain Gang — Ллойд Киллгаллен
- 1950 — Мистер 880 / Mister 880 — мистер Беддингтон
- 1950 — Летающая ракета[англ.] / The Flying Missile — майор Кеннеди
- 1950 — Игорный дом[англ.] / Gambling House — мистер Уоррен
- 1951 — Белль Ле Гранд[англ.] / Belle Le Grand — Джон
- 1951 — Платёж по требованию[англ.] / Payment on Demand — мистер Дрейк
- 1951 — Поставить всё на карту![англ.] / Go for Broke! — генерал в штабе
- 1951 — Моложе себя и не почувствуешь / As Young as You Feel — Джо
- 1951 — Плавучий театр[англ.] / Show Boat — Марк Хэллсон, игрок в азартные игры
- 1952 — Криминальная полоса в прессе США / Deadline – U.S.A. — сенатор
- 1952 — Молодой человек с идеями[англ.] / Young Man with Ideas — Мортон Х. Клэй
- 1952 — Скарамуш[англ.] / Scaramouche — помощник шерифа Декрильон
- 1952 — Дуэль на Силвер-Крик[англ.] / The Duel at Silver Creek — доктор Клейтон
- 1953 — Игрок из Миссисипи[англ.] / The Mississippi Gambler — судья
- 1953 — Захватчики с Марса[англ.] / Invaders from Mars — начальник штаба Пентагона
- 1953 — Пони-экспресс[англ.] / Pony Express — мистер Уолстрон
- 1953 — Роман с незнакомцем[англ.] / Affair with a Stranger — доктор Стронг
- 1953 — Человек из Аламо / The Man from the Alamo — техасский патриот на собрании
- 1954 — Опасная миссия / Dangerous Mission — Джеремайя Керн
- 1954 — Звезда родилась / A Star Is Born — Фрэнк
- 1954 — Очевидное алиби / Naked Alibi — советник Эдгар Гудвин
- 1954 — Чёрная вдова / Black Widow — Зэкари Пейдж
- 1955 — Эбботт и Костелло встречают полицейских из Кистоуна / Abbott and Costello Meet the Keystone Kops — Рудольф Снейвли
- 1955 — Вечное море[англ.] / The Eternal Sea — командор Кэливин Дарджин
- 1955 — Суд[англ.] / Trial — адвокат
- 1955 — Трибунал Билли Митчелла[англ.] / The Court-Martial of Billy Mitchell — майор Том
- 1956 — Встречай меня в Лас-Вегасе[англ.] / Meet Me in Las Vegas — совладелец гостиницы-казино «Пески»[англ.]
- 1956 — Человек в сером фланелевом костюме / The Man in the Gray Flannel Suit — врач Хопкинсов
- 1956 — Земля против летающих тарелок / Earth vs. the Flying Saucers — Альфред Кэссиди
- 1956 — Голливуд или пропал[англ.] / Hollywood or Bust — режиссёр
- 1957 — Ставка на мёртвого жокея / Tip on a Dead Jockey — Шилдс
- 1957 — Приятель Джои[англ.] / Pal Joey — полковник Лэнгли
- 1959 — Хороший день для повешения[англ.] / Good Day for a Hanging — судья Фрейзер
- 1959 — К северу через северо-запад / North by Northwest — Герман Уэйтнер
- 1959 — Партизаны[англ.] / The Jayhawkers! — лейтенант на контрольной точке
- 1960 — Пожалуйста, не ешь маргаритки[англ.] / Please Don't Eat the Daisies — ТВ-интервьюер
- 1962 — Горизонтальный лейтенант[англ.] / The Horizontal Lieutenant — генерал
- 1963 — Щекотливое дело[англ.] / A Ticklish Affair — Билл
- 1963 — Джонни Кул[англ.] / Johnny Cool — агент ФБР
- 1965 — Я заберу Швецию[англ.] / I'll Take Sweden — мистер Доу

### Телевидение
- 1952—1953, 1955 — Одинокий рейнджер[англ.] / The Lone Ranger — разные роли (в 4 эпизодах)
- 1953—1957 — Шоу Джорджа Бёрнса и Грейси Аллен[англ.] / The George Burns and Gracie Allen Show — разные роли (в 16 эпизодах)
- 1954, 1957, 1958, 1961, 1963 — Программа Джека Бенни / The Jack Benny Program — разные роли (в 5 эпизодах)
- 1956—1959, 1961—1962, 1967 — Шоу Красного Скелета[англ.] / The Red Skelton Show — разные роли (в 11 эпизодах)
- 1957—1958, 1960 — Перри Мейсон / Perry Mason — судья Ромли Ньюарк (в 8 эпизодах)
- 1958 — Зорро[англ.] / Zorro — Луис Рико (в 4 эпизодах)
- 1958, 1959, 1962 — Предоставьте это Биверу[англ.] / Leave It to Beaver — разные роли (в 3 эпизодах)
- 1958, 1960, 1962 — Бронко[англ.] / Bronco — разные роли (в 3 эпизодах)
- 1959, 1961—1962 — Сыромятная плеть / Rawhide — разные роли (в 5 эпизодах)
- 1959—1963 — Неприкасаемые[англ.] / The Untouchables — Бичер Эшбари (в 20 эпизодах)
- 1960—1962 — Дни в Долине Смерти / Death Valley Days — разные роли (в 3 эпизодах)
- 1960—1962 — Караван повозок[англ.] / Wagon Train — разные роли (в 3 эпизодах)
- 1961, 1963, 1965 — Мистер Эд[англ.] / Mister Ed — разные роли (в 4 эпизодах)
- 1962—1963, 1965—1966 — Деревенщина из Беверли-Хиллз[англ.] / The Beverly Hillbillies — Джон Брюстер (в 13 эпизодах)
- 1963, 1965 — Шоу Джои Бишоп[англ.] / The Joey Bishop Show — разные роли (в 3 эпизодах)